# Micheline de Sève
Micheline de Sève, née en 1946, est une féministe libertaire, politologue, professeure titulaire au Département de science politique de l’Université du Québec à Montréal (UQAM).

## Biographie
Micheline de Sève a fait des études aux universités de Sherbrooke et Laval et a obtenu un doctorat d'État en science politique de l'Université Panthéon-Sorbonne (1974).
Professeure de maîtrise du Département de science politique de l’UQAM, elle a été directrice de l’Institut de recherches et d’études féministes de l’UQAM (1998-2001), présidente de la Société québécoise de science politique (2002-2003) et chercheuse à la Chaire de recherche en immigration, ethnicité et citoyenneté (CRIEC) de l’UQAM.
Elle a travaillé en étroite collaboration avec le politologue québécois Léon Dion.
Outre les mouvements sociaux, et plus particulièrement le mouvement des femmes, ses recherches et ses publications portent sur diverses problématiques touchant l’exercice de la citoyenneté en Europe centrale et au Québec.

## Critique du patriarcat et féminisme libertaire
« La division sexuelle patriarcale est le modèle premier d'une série de distinctions de rang, d'âge, de race, de culture, de classe, de nation, etc., où toute différence est traitée comme une source d'inégalité. Le système patriarcal ne répartit pas seulement les femmes dans des positions subalternes mais hiérarchise également les hommes entre eux, les séparant en jeunes ou vieux, robustes ou faibles, père ou fils, aînés ou cadets, parents ou étrangers, patrons ou employés, amis ou ennemis... Ce système a produit une série de hiérarchisations de plus en plus complexes, à mesure que se développait et se raffinait la distinction première entre les individus de l'un et l'autre sexe. »,.
Rompre avec l’ordre patriarcal, c’est développer une politique émancipatrice et proposer de « reconstruire la société sur la base de l’expérience des femmes pour la rendre compatible avec l’expression du savoir spécifique de l’autre moitié du genre humain ».
« [...] la question centrale est celle du pouvoir. Si l’on penche pour le principe de domination, on a la volonté d’exercer son « pouvoir sur » d’autres, c’est-à-dire de les dominer. Si on penche pour le principe d’autonomie, on a la volonté d’exercer son « pouvoir de » proposer et réaliser une action individuelle ou collective ».
Le caractère libertaire de la lutte contre le patriarcat s'exprime par le refus de créer ou de maintenir des structures de domination hiérarchique comme l'État et de construire un monde débarrassé de l'oppression sous toutes ses formes.

## Œuvres
- Bibliographie sur le site uqam.ca.
- Pour un féminisme libertaire, Éditions du Boréal, 1985, 154 p.,  (ISBN 9782890521421), (OCLC 20056496), notice éditeur.

### Articles
- Travailler plus pour gagner moins. Les femmes et le développement, Étude bibliographique dans la revue Études internationales, n°13, 4, décembre 1982, p. 733-740.
- C'est au socialisme de devenir féministe, Cahiers du socialisme, n°8, automne 1981, p. 82-107.
- Invitation à « co-partager » le pouvoir, Cahiers Réseau de recherches féministes (Université du Québec à Montréal), n°2, 1995, pp. 63–75.
- Du socialisme patriarcal au féminisme socialiste, in Lucille Beaudry, Christian Deblock, Jean-Jacques Gislain, Un siècle de marxisme, Les Presses de l’Université du Québec, 1990, pp. 175-193.
- Une politique pacifiste, in Yolande Cohen, Femmes et contre-pouvoirs, Montréal, Les Éditions du Boréal Express, 1987, pp. 163-172.

### Collaboration
- Avec Chantal Maillé et Diane Lamoureux, Malaises identitaires. Échanges féministes autour d’un Québec incertain, Montréal, Éditions du remue-ménage, 1999.
- Avec Claire Duguay
  - Tant d'amarres à larguer : une analyse des pratiques du mouvement des femmes, Politique, n°5, hiver 1984, p. 51-73.
  - Critique féministe d'une crise qui est aussi patriarcale , in Crise économique, transformations politiques et changements idéologiques, Cahiers de l'ACFAS, n°16, automne 1983, p. 507-518.
  - Le temps n'est pas encore à la fête ou pour un mouvement politique féministe, Cahiers du socialisme, n°10-11, automne 1982, p. 11-35.

## Notices
- Notices d'autorité :   - VIAF
  - ISNI
  - IdRef
  - LCCN
  - Israël
  - NUKAT
  - WorldCat
- Centre International de Recherches sur l'Anarchisme (Lausanne) : notice bibliographique.
- Université du Québec à Montréal : notice.
- Radio Canada : Micheline de Sève - Pour un féminisme libertaire.